# پرنسس خفته (فیلم)
«زیبای خفته» (ترکی استانبولی: Prensesin Uykusu) فیلمی در ژانر درام، کمدی، و کمدی-درام به کارگردانی Çağan Irmak است که در سال ۲۰۱۰ منتشر شد.